# Love and War
Love and War é o décimo segundo álbum de estúdio do cantor e compositor country norte-americano Brad Paisley. Foi lançado em 21 de abril de 2017 pela Arista Nashville.